# Djupträsket (Överkalix socken, Norrbotten, 739381-179425)
Djupträsket är en sjö i Överkalix kommun i Norrbotten och ingår i Kalixälvens huvudavrinningsområde. Sjön har en area på 0,148 kvadratkilometer och ligger 73,9 meter över havet. Djupträsket ligger i Torne och Kalix älvsystem Natura 2000-område.

## Delavrinningsområde
Djupträsket ingår i det delavrinningsområde (739279-179449) som SMHI kallar för Mynnar i Bönälven. Medelhöjden är 77 meter över havet och ytan är 17,74 kvadratkilometer. Räknas de 6 avrinningsområdena uppströms in blir den ackumulerade arean 65,06 kvadratkilometer. Naisbäcken som avvattnar avrinningsområdet har biflödesordning 5, vilket innebär att vattnet flödar genom totalt 5 vattendrag innan det når havet efter 95 kilometer. Avrinningsområdet består mestadels av skog (64 procent) och sankmarker (31 procent). Avrinningsområdet har 0,15 kvadratkilometer vattenytor vilket ger det en sjöprocent på 0,8 procent.